# سهره زرد کاج‌نشین
سهره زرد کاج‌نشین (نام علمی: Spinus pinus) یک پرنده آمریکای شمالی از خانواده سهرگان راستین است. پرنده‌ای مهاجر با دامنه پراکنش زمستانی بسیار پراکنده‌است.
مهاجرت توسط این پرنده بسیار متغیر است و احتمالاً مربوط به تأمین غذا است. تعداد زیادی ممکن است در چند سال به سوی جنوب حرکت کنند. به ندرت در دیگران وجود دارد. این گونه یکی از معدود گونه‌هایی است که به دلیل تنوع زیاد جابجایی آنها بر اساس موفقیت محصولات از سالی به سالی، «سهره‌های زمستانی فورانی» در نظر گرفته می‌شوند.